# Helianthemum bystropogophyllum
Helianthemum bystropogophyllum är en solvändeväxtart som beskrevs av Eric Ragnor Sventenius. Helianthemum bystropogophyllum ingår i släktet solvändor, och familjen solvändeväxter. Inga underarter finns listade i Catalogue of Life.